# 이상혁 (가수)
이상혁은 대한민국의 가수다. 2018년 EP 《Agape》로 데뷔했다.

## 방송
- 씨씨엠스타 4 (2016) - 은상
- 제27회 CBS 크리스천 뮤직 페스티벌 (2017) - 은상

## 음반
- 제27회 CBS 크리스천뮤직페스티벌 (2017)
- Agape (2018)
- 2020 New 트리니티 어쿠스틱워십 3집 (2020)

## 기타
- 김복유 - 잇쉬가 잇샤에게 (2017) 보컬 참여